# 셀드레이크 이론

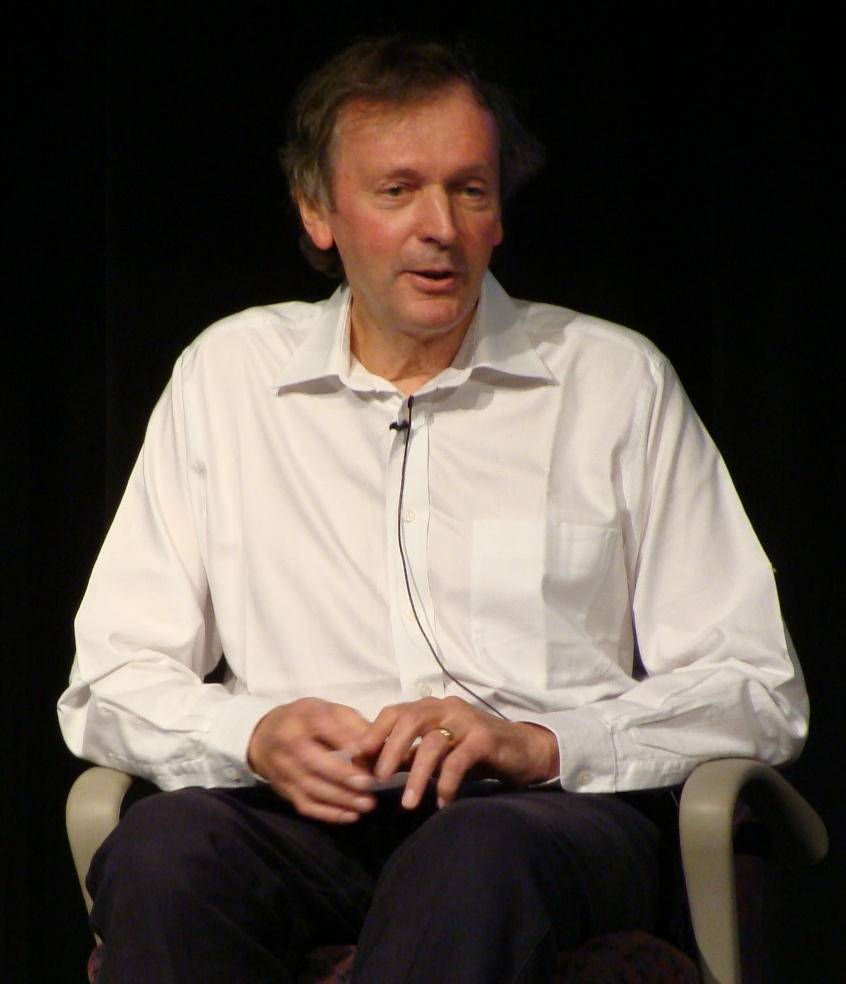

셀드레이크 이론은 루퍼트 셀드레이크(Rupert Sheldrake)가 주장한 의사과학이다.

## 이론의 내용

### 형태 형성장
셀드레이크는 그 전에는 없었던 일이 한 번 발생하면, 앞으로도 그 일이 계속해서 발생할 수 있다고 주장한다. 역사적인 사건이나 일이 주기적으로 반복되는 듯한 것을 자신의 주장을 뒷받침하는 사례로 거론한다.
한 예로, 다이너마이트에 사용되는 글리세린은 발견된 지 몇십 년 동안 결정을 만들지 않았지만, 19세기 초 결정을 만든 사례가 발견된 후 결정이 지속적으로 발생되고 있다는 주장이다. 셀드레이크는 이것을 '형태 형성장'(morphic field)이 만들어졌기 때문이라고 주장한다. 어떤 이유에서인지 글리세린의 결정을 이루는 형태 형성장이 만들어졌고, 이것에 전 세계의 글리세린이 '형태 공명'을 하였기 때문에 같은 일이 두번 세번 반복해서 일어난다는 것이다. 형태 형성장은 에너지적인 정보를 담고 있다기보다는 일종의 설계도 역할을 한다는 것이다. 한 번 장이 만들어지면, 공간을 뛰어넘어 영향력을 행사하며, 사람이나 물질이 이에 반응하여 같은 반응이나 행동을 반복한다는 것이다.

### 텔레파시 이론
셀드레이크는 자신의 이론을 확장시켜, 텔레파시를 과학적 현상처럼 설명하려고 시도하고 있다. 한 사람이 특정 대상에게 어떤 생각을 보내면, 그 생각이 형태 형성장을 만들어 대상인 사람이 공명할 수 있다는 것이다. 현재 그는 사람과 애완동물의 텔레파시를 과학적으로 증명하기 위해 관련 사례를 수집하고 있다고 한다.

## 이론의 검증
셀드레이크 이론은 주장 내용이 불분명하여 과학적으로 검증되기 어렵다. 증명을 위해 셀드레이크 박사는 각종 증거를 수집하려 하지만 이는 이미 일어난 일을 사후에 해석하는 방식으로, 과학 저널들은 의사과학으로 판단하고 있다.

## 같이 보기
- 밈

## 참고자료
- 셀드레이크 박사 소개
- 에모토 마사루, 《물은 답을 알고 있다》